# 14948 Bartuška
14948 Bartuška eller 1996 BA är en asteroid i huvudbältet som upptäcktes den 16 januari 1996 av de båda tjeckiska astronomerna Miloš Tichý och Jana Tichá vid Kleť-observatoriet. Den är uppkallad efter konstnären Josef Bartuška.
Den tillhör asteroidgruppen Baptistina.